# Lê Hoàng Hoa
Lê Hoàng Hoa (1933–2012) sinh tại Nha Trang, là một trong những đạo diễn nổi tiếng nhất của điện ảnh Việt Nam giai đoạn trước và sau năm 1975.

## Tiểu sử
Ông tên thật Đoàn Lê Hoa, sinh năm 1933 tại Nha Trang. Trong quá trình hoạt động nghệ thuật, ông còn có nghệ danh là Khôi Nguyên theo tên hai người con trai đã tử nạn trên đường vượt biển.
Một số phim nổi tiếng của ông trước 1975 có: Chân Trời Tím, Triệu Phú Bất Đắc Dĩ, Bẫy Ngầm, Gác chuông nhà thờ, Điệu ru nước mắt, Vết thù trên lưng ngựa hoang, Con ma nhà họ Hứa... Và sau 1975 là: Ván bài lật ngửa, Đằng sau một số phận, Vĩnh biệt mùa hè, Tình nhỏ làm sao quên, Vĩnh biệt Cali, Lệnh truy nã, Tây Sơn hiệp khách...
Trong đó, Ván bài lật ngửa được xem là một trong những tác phẩm điện ảnh kinh điển của Việt Nam. Tên tuổi Lê Hoàng Hoa và diễn viên Nguyễn Chánh Tín gắn liền với bộ phim đã chinh phục nhiều thế hệ khán giả.
Kịch bản phim được đạo diễn Lê Hoàng Hoa chuyển thể từ bản thảo tiểu thuyết Giữa biển giáo rừng gươm của nhà văn Trần Bạch Đằng. Bộ phim thành công tới mức sau đó nhà văn Trần Bạch Đằng đã lấy nhan đề này đặt cho tiểu thuyết. Ván bài lật ngửa từng đoạt giải đặc biệt LHP Việt Nam lần thứ sáu năm 1983, giải Bông sen bạc LHP Việt Nam lần thứ bảy năm 1985.
Ông qua đời rạng sáng 31 tháng 7 năm 2012 tại TP HCM, thọ 79 tuổi.

## Tác phẩm
- Chân trời tím (1971)
- Con ma nhà họ Hứa (1973)
- Ngọn lửa Krông Jung (1980)
- Ván bài lật ngửa (1982–1987)
- Án mạng trong ống kính (1992)